# Hòa Bình, Hưng Hà
Hòa Bình là một xã cũ thuộc huyện Hưng Hà, tỉnh Thái Bình, Việt Nam.
Xã Hòa Bình có diện tích 3,4 km², dân số năm 2005 là 3948 người, mật độ dân số đạt 1161 người/km².

## Lịch sử
Theo Nghị quyết số 1664/NQ-UBTVQH15 tháng 6 năm 2025, sáp nhập toàn tỉnh Thái Bình vào tỉnh Hưng Yên. Giải thể huyện Hưng Hà và thành lập xã Hưng Hà trên cơ sở hợp nhất toàn bộ diện tích tự nhiên và dân số của 7 đơn vị hành chính của huyện là các xã Hòa Bình, Minh Khai, Thống Nhất, Kim Trung, Hồng Lĩnh, Văn Lang và thị trấn Hưng Hà.

## Văn hóa
Xã Hòa Bình xưa là làng Ninh Thôn, từng là nơi diễn ra trận đánh Lục Đầu Giang chiến lược trong cuộc kháng chiến chống Tống lần thứ nhất. Do vậy hiện còn đền thờ Vua Lê Đại Hành, là một trong 14 vị anh hùng dân tộc tiêu biểu của Việt Nam.